# تلموندو
تلموندو (به انگلیسی: Telemundo) عنوان یک شبکه تلویزیونی آمریکایی است که برنامه‌هایش را به اسپانیایی پخش می‌کند. این شبکه دومین شبکه بزرگ تولیدکننده برنامه‌های اسپانیایی زبان در جهان است و نیز دومین شبکه بزرگ اسپانیایی زبان در آمریکا پس از شبکه یونیویژن است. ۹۳ درصد از خانوارهای اسپانیایی زبان آمریکای لاتین (هیسپانیک) شبکه تلموندو را از سه راه پخش آنالوگ، کابلی و ماهواره‌ای تماشا می‌کنند. به‌طور متوسط ۱٬۰۳۵٬۰۰۰ بیننده در ساعات اوج تماشای تلویزیون در سال ۲۰۰۷ این شبکه را تماشا می‌کردند. تلموندو تنها شبکه اسپانیایی زبان است که بیشتر سریال‌های درام اسپانیایی زبان یا تلنولا را تولید و پخش می‌کند. برخلاف شبکه یونیویژن که برنامه‌های خود را تنها با زیرنویس اسپانیایی ارائه می‌دهد؛ تلموندو بیشتر برنامه‌هایش را با هر دو زیرنویس انگلیسی و اسپانیایی ارائه می‌دهد. تلموندو را فردی بنام آنجل راموس با یک ایستگاه تلویزیونی در شهر سن خوان، پورتوریکو در سال ۱۹۵۴ با همکاری بنیان‌گذاری کرد. دفتر مرکزی این شبکه در شهر هیالیا در حومه شهر میامی، ایالت فلوریدا در آمریکا است.
گروه ارتباطات تلموندو شرکت مادر شبکه بخشی از ان‌بی‌سی یونیورسال است که با سرمایه‌گذاری مشترک کام کست و جنرال الکتریک شکل گرفت. رئیس تلموندو امیلیو رومانو است. تلموندو ۱۸۰۰ کارمند دارد و دفتر مرکزی شبکه در میامی فلوریدا است. اکثر برنامه‌های تلموندو در استودیو میامی ضبط شده و ۸۵ درصد از مجموعه‌های تلویزیونی این شبکه در سال ۲۰۱۱ در میامی فیلمبرداری شده‌است.